# Georgette Gagneux
Pour les articles homonymes, voir Gagneux.
Georgette Gagneux (née le 17 juin 1907 à Étampes et morte le 1er avril 1931 à Chamonix) est une athlète française, spécialiste des épreuves de sprint, du lancer du poids et du saut en longueur.

## Biographie
Licenciée successivement au Femina Sport, au Golf Club et au Linnet's Saint-Maur, elle remporte six titres de championne de France : deux sur 80 mètres (le premier à 16 ans), trois au saut en longueur et un au lancer du poids. Elle est la première française à franchir cinq mètres à la longueur (5.075), record qu'elle porte à 5,41 mètres en 1929.
Elle participe aux Jeux olympiques de 1928, à Amsterdam. Demi-finaliste du 100 m, elle se classe quatrième du relais 4 × 100 m en compagnie de Yolande Plancke, Marguerite Radideau et Lucienne Velu.
Le 15 juillet 1928 à Paris, elle établit un nouveau record du monde du relais 4 × 100 m aux côtés de ses coéquipières du Linnet's Saint-Maur Lucienne Velu, Simone Warnier et Marguerite Radideau, dans le temps de 50 secondes.
Elle a également détenu le record de France du lancer du poids (10,78 mètres), du saut en longueur, du 100 m et du relais 4 × 100 m.
Elle meurt le 1er avril 1931 à Chamonix à l'âge de 23 ans.

## Palmarès

### International
| Date | Compétition     | Lieu      | Résultat | Épreuve   | Performance |
| ---- | --------------- | --------- | -------- | --------- | ----------- |
| 1928 | Jeux olympiques | Amsterdam | 4e       | 4 × 100 m | 49 s 6      |

### National
Elle remporte 6 titres individuels, et 7 en relais. Elle s'impose aussi dans le titre national de triathlon.
- Championnats de France d'athlétisme :
  - Vainqueur du 80 mètres en 1923 et 1929
  - Vainqueur du saut en longueur en 1925, 1928 et 1929
  - Vainqueur du lancer du poids en 1929

## Records
| Épreuve          | Performance | Date |
| ---------------- | ----------- | ---- |
| 80 m             | 10 s        | 1929 |
| 100 m            | 12 s 2/5    | 1929 |
| Saut en longueur | 5,41 m      | 1929 |
| Lancer du poids  | 10,78 m     | 1929 |